# Култура Лима
 Култура Лима  је цивилизација која се налазила у близини данашњег главног града Перуа Лима негде између 100. и 
650. године. Ова цивилизација постојала је у исто време кад и Моче и Наске и налазила се између река Чилон, Римак и Лурин. Лиме су познате по керамичким делима који су доста слични Мочиним. Лиме су имале веома развијен систем за наводњавање зато што су били окружени пустињама. Лиме су градиле храмове које су звали уаке и које се данас налазе већином 
у граду Лими. Највећи градови културе Лима су Пуклана, Валамарка, Кајамаркила и Пача Камак.

## Настанак и ширење
На обалама Перуа су постојале организоване насеобине људи још у раном Неолиту. Тада су постојала два фактора која су омогућавала живот на пустињским обалама Перуа: први је била близина мора у којем су људи ловили рибе и други 
је била променљива клима која је доводила до тога да се вода заробљена у брдима спушта у низије између Маја и Октобра и тако стварајући плодне оазе. Каснији насеобине људи су такође почеле да се баве примитивном пољопривредом близу река. Касније ове насеобине људи су научиле да користе честе падавине и почеле су да припитомљују животиње.
Повећање становништва је довело до насељавања приобалних делова. Тада су почеле да настају многе културе, 
међу којима и култура Лима која је почела да гради системе за наводњавање што показује да су у то време Лиме имале висок степен организације. У почетку је већина становништва Лима била насељене селима у горњем делу долине реке Лурин. Са порастом броја становника Лиме су почеле да се шире долином Лурина и у друге долине, притом проширавајући мрежу за наводњавање и градећи градове. Тада су почеле да се граде уаке (храмови) који ће , због своје величине, имати велики утицај на касније културе на тим просторима